# Taskan
Il Taskan (in russo Таскан?) è un fiume della Russia siberiana orientale, affluente di sinistra della Kolyma. Scorre nei rajon Susumanskij e Jagodninskij dell'Oblast' di Magadan.
Il fiume è stato mappato per la prima volta nel 1891 dall'esploratore dell'estremo nord Jan Čerskij.

## Descrizione
Ha origine a sud-est del monte Šogučan sul versante nord-orientale della catena montuosa dei monti Čerskij e scorre per quasi tutto il suo percorso lungo il loro pedemonte nord-orientale, con direzione mediamente sud-orientale; sfocia da destra nella Kolyma nel suo alto corso, 1 754 chilometri a monte dalla foce. Il fiume attraversa zone remote a causa del clima rigidissimo: gli unici centri abitati di qualche rilievo incontrati nel suo basso corso sono i villaggi di Taskan ed Ėl'gen.
I principali affluenti sono Sudar e Taskančik dalla sinistra idrografica, At-Jurjach, Chatynnach, Mylga e Tirechtjach dalla destra.
Il fiume, analogamente a tutti i fiumi del bacino, è gelato in un periodo che va in media da ottobre a fine maggio.